# Ptahmose (Wesir unter Amenophis III.)
Ptahmose (auch Ptehmes) war der südliche Wesir unter Amenophis III. in der ägyptischen 18. Dynastie.
Ptahmose ist von einer Reihe von Objekten bekannt, die seine außergewöhnliche Karriere und Machtkonzentration belegen. Neben dem Amt des Wesirs war er „Hohepriester des Amun“, „Bürgermeister von Theben“, Vorsteher aller Priester von Ober- und Unterägypten und „Wedelträger zur Rechten des Königs“. Der Titel „Vorsteher aller Arbeiten des Königs“ deutet an, dass er diverse wichtige Bauprojekte des Herrschers leitete.
Trotz einiger imposanter Objekte, die ihn nennen, ist wenig von ihm bekannt, was vor allem daran liegen mag, dass sein Grab bisher noch nicht gefunden wurde. Er diente wohl in den ersten Regierungsjahren von Amenophis III. Sein Name und seine Titel sind auf einer Stele und einer Elle überliefert.